# Медаль «За боевые заслуги» (ПМР)
Медаль «За боевые заслуги» — является одной из наград Приднестровской Молдавской Республики. Она была учреждена 10 марта 1999 года указом Президента ПМР.

## Правила награждения
Медалью награждаются военнослужащие Министерства обороны Приднестровской Молдавской Республики, пограничных и внутренних войск, сотрудники органов государственной безопасности и внутренних дел и другие граждане Приднестровской Молдавской Республики. Медалью могут быть награждены и лица, не являющиеся гражданами Приднестровской Молдавской Республики.
Награждение медалью производится:
- за умелые, инициативные и смелые действия в бою, способствовавшие успешному выполнению боевых задач воинской частью, подразделением;
- за  мужество, проявленное при защите государственной границы Приднестровской Молдавской Республики;
- за отличные успехи в  боевой подготовке, освоение новой техники и поддержание высокой боевой готовности воинских частей и их подразделений и другие заслуги во время прохождения военной службы;
- за умелую деятельность при раскрытии и обезвреживании преступных групп, мужество, проявленные при задержании опасных преступников, и успехи, достигнутые в обеспечении государственной безопасности и охране государственного порядка.

## Описание
Медаль круглая, диаметром 32 мм, изготавливается из латуни. В верхней части лицевой стороны медали — пятиконечная звезда, а ниже её, в верхней половине медали — надпись в три строки наклонными буквами «За боевые заслуги». Еще ниже — изображение скрещенных автомата и сабли. Под ними надпись «ПМР».
По краям медали расположены в виде венка две дубовых ветви. Изображение звездочки, автомата с саблей и дубовых ветвей — выпуклые. Надписи сделаны вдавленными буквами и покрыты  эмалью: «За боевые заслуги» — красной, а «ПМР» — зеленой эмалью. По краям оборотной стороны медали — выпуклый бортик. Посредине в три строки расположена надпись «Приднестровская Молдавская Республика». В нижней части рельефные дубовые листья.
Медаль при помощи ушка и кольца соединена с пятиугольной колодкой, обтянутой шелковой муаровой лентой шириной 24 мм. По левому краю ленты проходят две красные и одна зеленая полоски, символизирующие флаг  Приднестровской Молдавской Республики. Ширина красных полос по 3 мм, ширина зеленой — 2 мм. С правой части ленты проходят три черные и две оранжевые полосы шириной по 2,5 мм каждая, окаймленные оранжевыми полосками шириной в 1 мм — символ гвардии. Полосы флага Приднестровской Молдавской Республики и гвардейской ленты разделены белой полоской шириной в 1,5 мм.

## Правила ношения
Медаль носится на левой стороне груди и при наличии  других  медалей  Приднестровской  Молдавской Республики располагается после медали «За трудовую доблесть».